# Stefan Parrisius
Stefan Parrisius (* 1963) ist ein deutscher Rundfunkmoderator.

## Leben
Parrisius studierte in München Politik, Volkswirtschaft und Kommunikationswissenschaften. 1985 begann er parallel ein Praktikum bei dem damaligen Münchener Sender Radio 1 und bekam die Chance zu moderieren, aber auch redaktionell zu arbeiten. Als Radio 1 aufgab, startete er mit Freunden ein Radioprojekt in Garmisch und arbeitete anschließend einige Monate bei Radio Xanadu in München (heute Radio Energy).
Danach arbeitete er für Antenne Bayern, wo er vier Jahre als Moderator der Nachmittagssendung Servus Bayern war. Außerdem moderierte er die Sendungen Parrisius – Der Radio Talk (Samstag 12.00–13.00 Uhr) und Die Wahrheit (Montag 21.00–00.00 Uhr). Später kamen Tätigkeiten beim Fernsehen hinzu, hauptsächlich als Autor und Redakteur.
Anfang 2008 wechselte Parrisius zu Bayern 2, wo er die Sendungen Eins zu Eins und  Tagesgespräch moderiert. 2018 wurde er vom Deutschen Radiopreis in der Kategorie „Bestes Interview“ nominiert.

## Privat
Parrisius war von 1996 bis 2007 mit der Moderatorin Katrin Müller-Hohenstein verheiratet. Sie haben einen gemeinsamen Sohn (* 1995), der seit der Scheidung abwechselnd bei einem der beiden Elternteile in München aufwuchs.
Parrisius lebt mit seiner zweiten Frau in München.